# Kalenderovci Donji
Kalenderovci Donji (cyr. Календеровци Доњи) – wieś w Bośni i Hercegowinie, w Republice Serbskiej, w gminie Derventa. W 2013 roku liczyła 196 mieszkańców.